# 乌克兰车臣人
乌克兰的车臣人是车臣人定居在乌克兰的后代，苏联解体前后，一些在乌克兰谋生或者在驻乌苏军中当兵的车臣人定居在乌克兰。
在20世纪90年代的两次車臣戰爭中，也有一些车臣难民通过各种方式逃到乌克兰成为乌克兰公民，其中现在的车臣共和国分裂势力在乌克兰留有一支几百人的焦哈尔·杜达耶夫营用来对抗俄罗斯。
乌克兰的车臣人全部信仰伊斯兰教逊尼派，其中一些车臣人和克里米亚鞑靼人融合成为后者的一部分。